# Les Super-flics de Miami
Cet article possède un paronyme, voir Deux Flics à Miami.
Pour plus de détails, voir Fiche technique et Distribution.
Les Super-flics de Miami (titre original : Miami Supercops) est un film italien réalisé par Bruno Corbucci et sorti en 1985.

## Synopsis
En 1978, 20 millions de dollars sont dérobés dans une banque de Détroit. L'un des voleurs est pris, le second trouvé mort, le troisième disparu, et l'argent volatilisé. Sept ans plus tard, en 1985, le premier sort de prison et se rend immédiatement à Miami où il meurt le lendemain, criblé de balles. Les agents du FBI Doug Bennet (Terence Hill) et Steve Forest (Bud Spencer) sont mis sur l'affaire, et se déguisent en simples policiers pour ne pas attirer l'attention.

## Fiche technique
- Titre original : Miami Supercops ou I poliziotti dell'8ª strada
- Titre français : Les Super-flics de Miami
- Réalisation : Bruno Corbucci
- Scénario : Bruno Corbucci et Luciano Vincenzoni
- Décors : Klaus Kolb
- Costumes : Franco Carretti
- Image : Silvano Ippoliti
- Montage : Daniele Alabiso
- Musique : Fratelli La Bionda
- Production : Josi W. Konski (en)
- Sociétés de production : Trans-Cinema TV, El Pico
- Pays :  Italie
- Langues : italien / anglais
- Format : Couleur - 35 mm - Son mono
- Durée : 96 minutes
- Genre : comédie
- Dates de sortie : 
  -  Italie : novembre 1985
  -  France : 5 février 1986

## Distribution
- Terence Hill (VF : Dominique Paturel) : Doug Bennet
- Bud Spencer (VF : Claude Bertrand) : Steve Forest
- C. B. Seay (VF : Philippe Dumat) : le capitaine Tanney
- William « Bo » Jim (VF : Guy Montagné) : Charro
- Ken Ceresne (VF : François Chaumette) : Robert Delmann / Ralph Duran
- Jackie Castellano (VF : Sylvie Feit) : Irène
- Rhonda S. Lundstead (VF : Céline Monsarrat) : Annabelle, la camionneuse
- C. V. Wood Jr. : le barman
- Richard Liberty (VF : Roger Rudel) : Joe Garret
- Buffy Dee (VF : Jacques Dynam) : Pancho, le patron de l'hôtel
- Luke Halpin (VF : Frédéric Girard) : le chef des voleurs dans le bus
- Fred Buck (VF : Marc François) : l'agent du FBI jouant au golf avec Tanney
- Jody Wilson (VF : Paule Emanuele) : Dr Denniser, la vétérinaire
- Harold Bergman (VF : Georges Atlas) : le commissaire Reisner
- Lou Marsh (VF : Jean-Pierre Moulin) : Fletcher, le truqueur de courses
- Michael Warren : le coordinateur des cascades voitures
- Randy Warren : un cascadeur
- José Chitwood Jr. : un cascadeur

## Autour du film
- Ce film n'est pas la suite de Deux super-flics (1977) dans lequel Terence Hill et Bud Spencer avaient joué les rôles de deux agents de police.
- Non seulement Claude Bertrand double Bud Spencer pour la dernière fois mais c'est aussi le dernier doublage de sa carrière avant de succomber à un cancer quelques mois plus tard. En revanche, Dominique Paturel prêtera sa voix à Terence Hill jusqu'à la série Un sacré détective (2000 à 2011).
- Au début du film (à 5:40) l'individu arrêté (et qui entre dans le bureau de Doug Bennett) jette la carafe de café en verre sur le mur où se trouve la photo de son copain Steve Forest. Dans la version française Terence Hill dit « Touche pas à mon pote » slogan de l'association SOS Racisme lancé la même année.
- Dans ce film, Terence Hill a pour prénom Doug. Dans Quand faut y aller, faut y aller (1983), c'était le cas de Bud Spencer.